# Tombeaux des Géants (Pont-Aven)

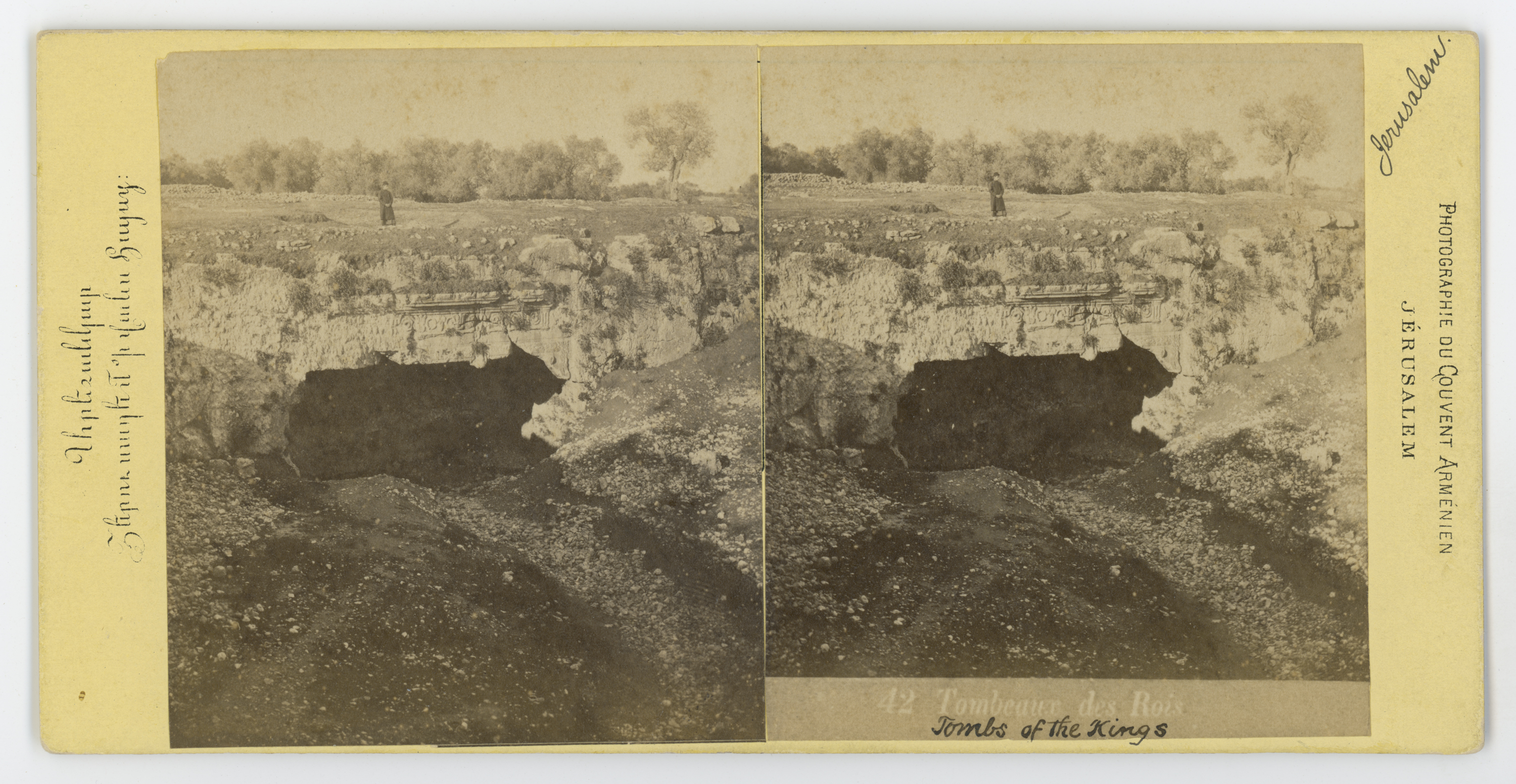
Tombeau des Géants

Das Tombeau des Géants (deutsch „Grab der Riesen“; auch Tombeaux des Gaulois –  deutsch „ ... der Gallier“; Tombeau de Bourg Neuf oder Tombeaux des Rois – deutsch „der Könige“  genannt) von Pont-Aven ist ein Felsengrab zwischen dem Weiler Le Bourg Neuf und dem Mündungstrichter des Aven, südlich von Pont-Aven im Département Finistère in der Bretagne in Frankreich. 

## Abgrenzungen
Ein Hügel in einer Schleife des Flusses Semois (deutsch „Sesbach“) gleichen Namens befindet sich bei Bouillon in Belgien. Die Tombeau des géants genannte semimegalithische Anlage liegt im Wald von Brocéliande. Ein weiteres Grab des Riesen liegt auf dem Causse Méjean im Département Lozère. Tombeau des Géants ist der Beiname einer Megalithanlage in der Nekropole von Bosc im Département Lot-et-Garonne.

## Beschreibung
Zwei senkrechte ovale Platten wurden in zwei Aufschlüsse geschnitten. Die eine misst etwa 4,1 × 1,65 m, die andere 3,4 × 2,1 m. Zwischen den beiden liegt eine große Deckenplatte. Die Anlage gehört zu keinem bekannten Typ von Megalithanlagen in der Region. Über Funde ist nichts bekannt, eine Datierung liegt daher nicht vor.